# Рене Ееспере
Рене Ееспере (ест. René Eespere; нар. 14 грудня 1953) — естонський композитор. Серед його найвідоміших робіт є «Glorificatio» (1990) та «Kaks jubilatsiooni» («Дві радості», 1995), написані для змішаного хору.
Рене Ееспере народився 14 грудня 1953 року в Таллінні. 1977 року закінчив Естонську академію музики й театру. З 1977 по 1979 роки він навчався у Московській державній консерваторії під керівництвом Арама Хачатуряна та Олексія Ніколаєва. Рене є професором Академії музики та театру.